# Polydesmus csikii
Polydesmus csikii är en mångfotingart som beskrevs av Imre Loksa 1954. Polydesmus csikii ingår i släktet Polydesmus och familjen plattdubbelfotingar. Inga underarter finns listade i Catalogue of Life.